# サイレントヒル: リベレーション3D
『サイレントヒル: リベレーション』（原題: Silent Hill: Revelation）は、コナミから発売されたホラーゲーム『サイレントヒル3』を元にした実写映画。
2012年10月26日にアメリカ合衆国より劇場公開されている。『サイレントヒル』（2006年公開）の続編にあたる。
日本では2013年7月12日にTOHOシネマズ 六本木ヒルズほか全国ロードショー。PG12指定。

## ストーリー
18歳の誕生日を迎える少女ヘザーは『サイレントヒル』と言う街の悪夢に悩まされながら、父親ハリーと共に各地を転々とし逃げるような生活を続けてきた。
新しい学校への初登校の日、ヘザーは探偵を名乗る男ダグラスから「教団に居場所を教えてしまった。逃げろ。」と警告を受ける。直後にダグラスは殺され、ハリーも「サイレントヒルに来い」との血文字を残し行方不明となる。
ヘザーはハリーを助ける為、同じく転校生の少年ヴィンセントと共に呪われた街サイレントヒルへ向かうのだった。

## 登場人物
Heather Mason（Sharon Da Silva）：ヘザー・メイソン（シャロン・ダ・シルヴァ）
本作の主人公。近いうちに18歳になる高校生。前作に登場したシャロンと同一人物であるが、幼い頃の記憶が欠如しており、教団と警察に追われるハリーと共に各地を転々とする逃亡生活を過ごしている。そのためか養父ハリー以外に対しては無愛想であり、転校先の高校では「誰とも友達になる気は無い」と宣言した。一方でハリーを非常に慕っている。転校してきた初日に父が教団「ヴァルティエル派」に拉致されてしまい、彼を救うべく同じく転校生のヴィンセントと共にサイレントヒルを訪れる。
自分の分身と言えるダークアレッサを自らに還元させ、善悪両方の心を持つ完全な人間となり、アレッサの守護者であるクリーチャー「レッドピラミッド」がクローディアを倒したことで教団との因縁に決着がついた。その後、妻を探す決意をしたハリーと別れ、ヴィンセントと共にトラヴィスをヒッチハイクし、サイレントヒルを去った。
Vincent Cooper：ヴィンセント・クーパー
ヘザーと同日に転校してきた少年。同じ転校生という理由でヘザーと関わりを持とうとし、彼女の依頼でサイレントヒルまで同行する。
その正体は教団の指導者、クローディアの息子。アレッサの分身にして悪魔の化身であるヘザーを連れ戻すという任務を与えられていた為、ヘザーを騙してサイレントヒルへ向かわせるよう仕組んでいた。しかし、ヘザーと関わるうちに、彼女が悪魔などでは無いと確信し、教団を裏切ってでも護ろうと決意する。
モーテルでミショナリーに襲われた結果、教団に捕らえられ、更正の為、ダークナースによるロボトミー手術をされそうになるが、ヘザーに救出される。その後、ブレスレンの集団に追い詰められた際はヘザーにキスをした直後、自ら囮となってブレスレン達を引き付けた。結局、再び捕まるが、レッドピラミッドがクローディアを倒したため最後まで生き延びる。
原作ゲーム『サイレントヒル3』でも同名のキャラクターが登場しているが、見た目以外本作とは年齢も立場もかなり異にしており、ゲームとは違った形で重要なポジションを占めている。
Harry Mason（Christopher Da Silva）：ハリー・メイソン（クリストファー・ダ・シルヴァ）
ヘザーの養父。前作に登場したクリストファーと同一人物であり、行方不明になった妻、ローズとの約束で教団"ヴァルティエル派"からヘザーを護ろうとする。教団の刺客に追われている上、ポートランドで強盗に扮した刺客を殺害した為に殺人事件の容疑者となっており、偽名を使って逃亡生活を送っている。ヘザーの転校初日に教団に誘拐され、ヘザーを誘き寄せる餌として利用される。前作でブラームスの資料館から盗んだ資料をヘザーの為に保管しており、それが今回の事件でヘザーを助けることになる。
最後はクローディアが死に、教団が壊滅したため最後まで生き延びるが、ローズを探すためサイレントヒルに残ることを決意し、ヘザーと別れる。
因みに、原作『サイレントヒル3』では、ハリーは教団に暗殺されてしまう。
Claudia Wolf：クローディア・ウルフ
銀髪のロングヘアーの女性で、カルト教団"ヴァルティエル派"の司祭。前作に登場したクリスタベラの妹であり、ヴィンセントの実母でもある。怪人ミショナリーの正体であり、教団信者らにもその事を隠していたが、「メタトロンの印章」の力でその正体が露になり、怪物へと変貌したその姿を見た信者達に逃げられてしまう。変貌した直後にヘザーを殺害しようとするが、ヘザーを助けに来たレッドピラミッドに倒された。
因みに、彼女が従える"ヴァルティエル派"は、前作に登場したクリスタベラ率いる教団とは別物であり、目的も正反対である。
ゲーム『サイレントヒル3』ではかつてはアレッサを姉のように慕っていた幼馴染の女性でギレスピー母子とは血縁関係はない。
Leonard Wolf：レナード・ウルフ
クローディアの父親で元ヴァルティエル派の指導者。更正のための手術によるものか後頭部と額の右側に大きな傷跡があり、クローディアによって現在は病院に監禁されている。病院に辿り着いたヘザーに幾つかの情報を与えるが、自らの身体にメタトロンの印章を埋め込んだ影響で彼の本性が形となった怪物へと変貌した。ヘザーを連れ去ろうとするが、身体からメタトロンの印章を抜き取られて自壊した。
Douglas Cartland：ダグラス・カートランド
私立探偵。教団の依頼でヘザーを捜査していた。教団の正体と真意を悟り、ヘザーに情報を与えようとするもミショナリーに殺害される。
ゲーム『サイレントヒル3』では全編に渡って活躍する重要なキャラクターだったが、本作では序盤で退場してしまう。
Rose Da Silva：ローズ・ダ・シルヴァ
前作の主人公であり、ヘザーの養母でハリーの妻。前作のラストで、アレッサと協力してクリスタベラ率いる教団を壊滅させたが、異界に取り残されてしまった。
本作では異界に取り残された後、レナード（後にクローディア）率いるヴァルティエル派の信者が生き残っている事を知り、彼らからメタトロンの封印の半分を奪い取り、シャロンを現実世界のクリストファーに託したものの、自らは異界に残ったとされる。序盤の回想シーンにのみ登場し、彼女の現況が語られる事はなかった。
Dahlia Gillespie：ダリア・ギレスピー
アレッサの母親でクリスタベラとクローディアの妹。サイレントヒルから出ることは出来ないが、教団の信者からは疎まれ、裏世界の怪物からはアレッサの母親である為に襲われる事も無い、孤独な女性。サイレントヒルでヘザーが最初に出会った人物で、アレッサの生い立ちをヘザーに語った。
Alessa Gillespie：アレッサ・ギレスピー
サイレントヒルが異世界に取り込まれた原因となった女性。かつては普通の少女であったが、父無し子という理由だけで魔女の烙印を押され、クリスタベラ率いる教団が救済と称して火炙りにしたため、その憎悪から悪魔と契約し、サイレントヒルを悪夢の世界に変えた。
自分の善なる部分をシャロンとして分離させ、現実世界に隠した。
ケイブル刑事&サンティーニ刑事
二人組の刑事。ダグラスを殺害した容疑者としてヘザーを疑い、ヘザーの家を訪れるが僅差で逃げられた。その際、教団が残したメッセージと教団のシンボルマークを目撃する。
スキ
霧のせいで迷い、サイレントヒルの異世界に取り込まれた女性。マネキンモンスターに捕らわれ、ビニールに包まれていた。ヘザーに救われるが、ダクトの近くでマネキンモンスターに襲われ行方不明となった。
トラヴィス・グレイディ
トラックドライバー。ヘザーとヴィンセントのヒッチハイクに応じ、サイレントヒルを去った。
原作ゲームシリーズの『サイレントヒル ゼロ』の主人公。

## クリーチャー
アームレスマン
両腕がなく、全身をゴムに包まれ身体をくねらせて移動する人型の怪物。前作にも登場した。ヘザーの転校先の高校に一瞬現れた。
ロビー
レイクサイド遊園地のウサギのマスコットキャラクター。着ぐるみが横たわっているだけだが、口元が血まみれになっている。
マネキンモンスター
バラバラとなったマネキンの肢体部分が奇妙に組み合わさった蜘蛛のような形状で、複数の頭部がついている。その内の一つは顔が縦に開くようになっており、開かれた顔の内部には人間の様な口があり、更にその口から舌の先端が口になったような器官をとびださせる。人間を捕らえてビニールに包み、人間をマネキン化させた後、自らの体の一部とする習性をもつ。
ロボトミーモンスター
ダークナースによるロボトミー手術の結果、脳が剥き出しになり、顔に裂け目の様な口がある痩せ細った人型クリーチャーへと変貌してしまった犠牲者。鋭い爪をもつ。『HC』に登場するラーカーに似ているが、モデルとなったのは『３』に登場したスクレイパーである。
レナード
メタトロンの封印を自らの身体に埋め込んだ結果、彼の邪悪な本性が投影された怪物へと変貌したレナード。筋肉が隆起した巨体で、顔も身体も溶けかかった皮膚で覆われ、丸太のような腕を持つ。多少の銃撃には怯まないタフネスさと、鎖を引きちぎる怪力を併せ持つが、体内の紋章を抜き取られると消滅する弱点がある。
狂人
レナードと同じく病院の地下に監禁された人々。ダークナースによるロボトミー手術を受けており、頭部に手術痕がある。檻からヘザーに腕を伸ばしたが、レッドピラミッドによって次々に腕を斬り落とされていった。
ブレスレン
「ヴァルティエル派」の狂信者たち。前作の教団兵と同様に、全身を防護服やガスマスクに身を包み、鉄パイプやスタンロッドで武装する。ヘザーがレナードを倒した後、二人が登場しヴィンセントを矯正するため、ダークナースに手術させようとするが、逆にダークナースに惨殺されてしまった。
ヘザーを追って遊園地にも大勢で現れ、ヘザーとヴィンセントを包囲するが、一人はヘザーにマスクをはずされて死亡し、残りはダークアレッサに焼殺された。
ダークナース
メスや注射器、肉切り包丁等で武装した看護婦の制服を着た雌の人型クリーチャー。前作に登場したものと性質が違い、光ではなく音に反応して獲物を襲う。病院の手術部屋で無数に待機しており、教団への反逆者をロボトミー手術で矯正させる役割をもつが、制御は難しく、ブレスレン二人を殺害してしまった。
ダークアレッサ
全身を焼かれ、苦しみが憎しみに変わったアレッサから生まれた悪魔。少女時代のアレッサの姿だが肌は真っ白で生気がない。アレッサの憎しみの象徴であり、前作でクリスタベラ率いる教団を壊滅させた。
愛情を受けて育ったヘザーに嫉妬しており、現在のヘザーと酷似した姿に変貌し、一つの存在になろうとする。
レッドピラミッド
前作にも登場した、多角錐の兜を被った雄の人型クリーチャー。3メートル程の巨体をもち、怪力と不死身の肉体を併せ持つ。今作ではアレッサを苦しめた教団信者を処刑する死刑執行人でありアレッサの守護騎士である事が判明する。
ミショナリー
女性型の人型クリーチャー。目玉がなく、頭から額にかけ鋭利な円盤形の刃が刺さり、両腕がP字型の剣という姿をしている。メタトロンの印章の力によってクローディアが変貌した怪物である事が判明し、レッドピラミッドと壮絶な死闘を繰り広げた末、首を両断され死亡する。しかし、エンディングにて再登場するため、復活した可能性もある。

## キャスト
| 役名                                        | 俳優                       | 日本語吹き替え | 日本語吹き替え |
| 役名                                        | 俳優                       | 劇場公開版     | ソフト版       |
| ------------------------------------------- | -------------------------- | -------------- | -------------- |
| ヘザー・メイソン / アレッサ                 | アデレイド・クレメンス     | 福田彩乃       | 坂本真綾       |
| ヴィンセント・クーパー                      | キット・ハリントン         | 浪川大輔       | 浪川大輔       |
| ハリー・メイソン                            | ショーン・ビーン           | 山野井仁       | 山野井仁       |
| クローディア・ウルフ                        | キャリー＝アン・モス       | 田中敦子       | 田中敦子       |
| レナード・ウルフ                            | マルコム・マクダウェル     | 石田太郎       | 石田太郎       |
| ダグラス・カートランド                      | マーティン・ドノヴァン     | 大塚芳忠       | 大塚芳忠       |
| ローズ・ダシルヴァ                          | ラダ・ミッチェル           | 渡辺美佐       | 渡辺美佐       |
| ダリア・ギレスピー                          | デボラ・カーラ・アンガー   | 定岡小百合     | 定岡小百合     |
| シャロン / アレッサ・ギレスピー（少女時代） | エリン・ピット             | 釘宮理恵       | 釘宮理恵       |
| サンティーニ                                | ジェファーソン・ブラウン   | 咲野俊介       | 咲野俊介       |
| ケイブル                                    | ミルトン・バーンズ         | 魚建           | 魚建           |
| スキ                                        | ヘザー・マークス           | 種田梨沙       | 種田梨沙       |
| 三角頭                                      | ロベルト・カンパネラ       |                |                |
| トラヴィス・グレイディ                      | ピーター・アウターブリッジ | GACKT          | 立木文彦       |

- その他吹き替えキャスト：下山田綾華、櫻井トオル、長野伸二、安部憲人、伊藤竜次[2]

## 3D撮影
本作は3D撮影で制作されており、それについて監督は「まず3Dで描くなら、3Dで撮影しなければいけないと思った。近年のように2Dで撮影し、3Dに移行することはしたくなかった。それは映画を台無しにしてしまうからだ」と述べている。
回想シーンとして挿入される前作のフッテージの一部は、日本のキュー・テックによって2D-3D変換された。

## 映像ソフト
発売・販売元はハピネット。
- サイレントヒル: リベレーション（DVD）（2013年12月3日発売、BIBF-8352）
- サイレントヒル: リベレーション（Blu-ray）（2013年12月3日発売、BIXF-0092）
- サイレントヒル: リベレーション 3D&2Dブルーレイ パーフェクト・エディション（BD2枚組、2013年12月3日発売、BIXF-0091）
- サイレントヒル: リベレーション スペシャルプライス版（DVD）（2015年6月2日発売、HBIBF-8352）
- サイレントヒル: リベレーション スペシャルプライス版（Blu-ray）（2015年6月2日発売、KBIXF-0092）

## 体感型脱出ゲーム
映画の公開を記念して『体感型脱出ゲーム サイレントヒル リべレーションREAL』が2013年7月にとしまえんで開催された。製作団体はPKシアター。脱出ゲームとしての謎自体は、知能テスト的な謎ではなく、実際に自分が映画の中の主人公になった気分が味わえるような演出の謎となっている。一般的な体感型ゲームとは異なり謎解き要素だけではなく、映画に登場するバブルヘッドナースなどのキャラが実際に登場し参加者を脅かしに来るお化け屋敷のような演出を加えている。好評につき追加公演も同月に実施した。